# Clubiona africana
Clubiona africana är en spindelart som beskrevs av Roger de Lessert 1921. Clubiona africana ingår i släktet Clubiona och familjen säckspindlar. Inga underarter finns listade i Catalogue of Life.